# Agliberto Garcés
Agliberto Garcés López (Bolea, 20 de junio de 1908 - Huesca, 6 de diciembre de 2002), estanquero de Bolea hasta 1984, fue un escritor en aragonés. Publicó artículos en los periódicos altoaragoneses La Tierra (en la década de los 30 del siglo XX), Nueva España-El Periódico de Huesca y Diario del Alto Aragón. Es autor de la obra Fraseología de habla popular aragonesa (2002), que se volvió a editar en 2005, y que recoge más de 5.000 palabras del aragonés del municipio de La Sotonera y alrededores.
En 2012, Alberto Gracia Trell y Chusé Raúl Usón publicaron toda su obra completa en aragonés, pues hasta entonces buena parte de su obra estaba inédita o dispersa entre los periódicos en los que trabajó.